# Thapelo Tale
Thapelo Tale (ur. 22 kwietnia 1988 w Maseru) – lesotyjski piłkarz występujący na pozycji napastnika.

## Kariera klubowa
Thapelo Tale karierę klubową rozpoczął w 2007 roku w sotyjskim klubie FC Likhopo, w którym grał przez cztery sezony. Następnym jego klubem jest serbski klub Srem Sremska Mitrovica. W sezonie 2012/2013 grał w FC Likhopo, w sezonie 2013/2014 w FC Andorra, a w 2014 wrócił do FC Likhopo.

## Kariera reprezentacyjna
Thapelo Tale grał w reprezentacji Lesotho. Rozegrał w niej 44 mecze i strzelił 7 goli.